# Panneau d'indication d'une traversée de voie de transports en commun en France
Le panneau d'indication d'une traversée de voies de véhicules routiers des services réguliers de transport en commun est, en France, un panneau de signalisation carré à fond bleu, bordé d’un listel, portant en son centre un pictogramme de couleur noire représentant un autobus dans un triangle blanc. Il est codifié C20b.

## Histoire
Le panneau C20b a été créé par l'arrêté du 12 décembre 2018 relatif à la modification de la signalisation routière. Il n'a pas évolué depuis.

## Usage
La signalisation de position d'une traversée de voie réservée aux transports en commun est obligatoire si la traversée n'est pas munie d'une signalisation lumineuse. Le panneau C20b indique que les bus ont la priorité en l'absence de feu, et peut, à ce titre, être complété par un panonceau d'indications diverses M9z portant l'inscription «PRIORITÉ AU BUS»

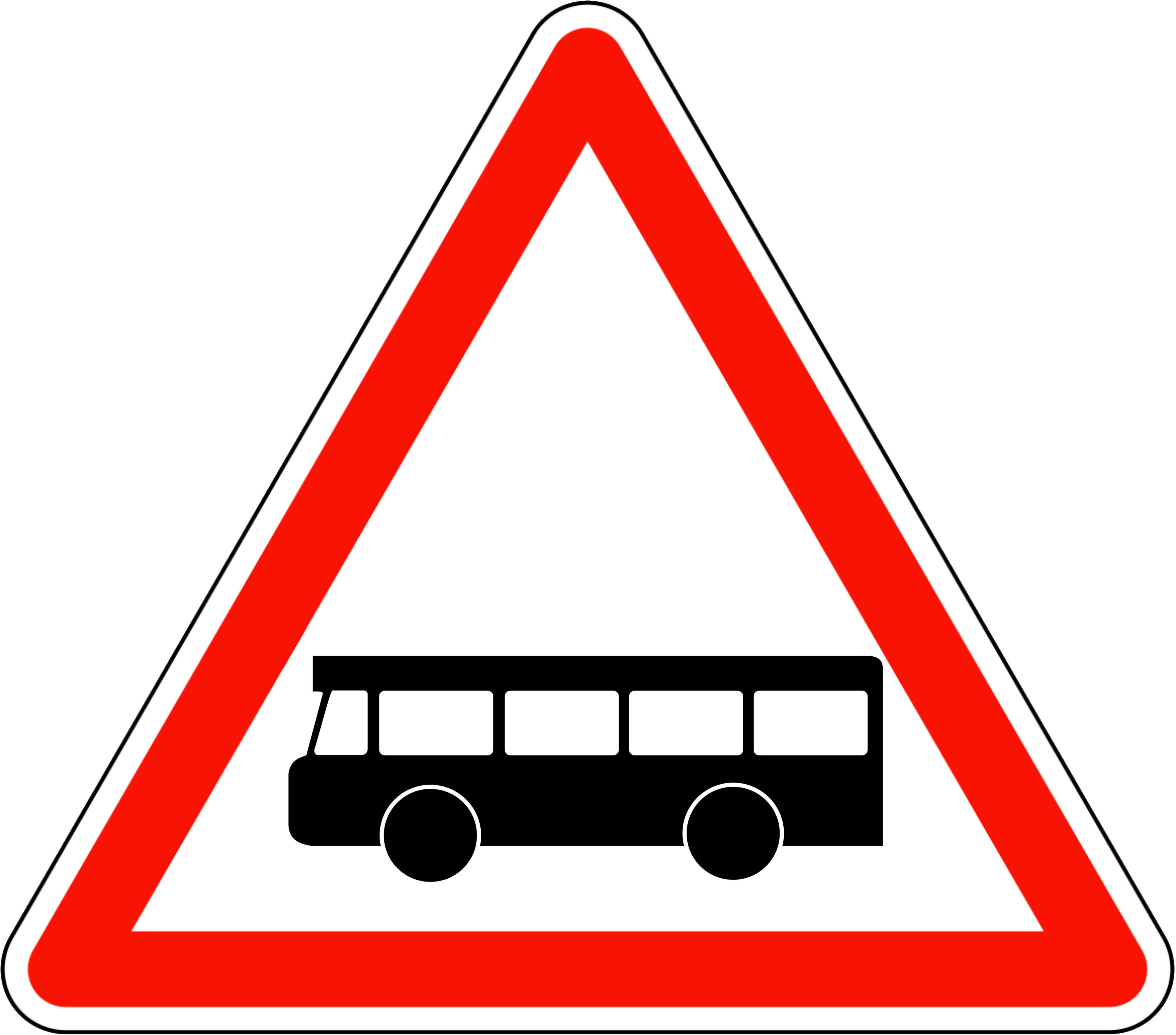
Panneau A9a servant à la signalisation avancée d'une traversée de voie réservée aux transports en commun

Une signalisation avancée de la traversée peut être mise en place à l'aide du panneau A9a.

## Caractéristiques
Il existe sept gammes de dimensions pour les panneaux d’indication, de forme carrée, contrairement aux autres familles de panneaux triangulaires, ronds ou le STOP qui en comprennent cinq. Les deux dimensions complémentaires sont les dimensions dites « supérieure » (1 200 mm de côté nominal) et « exceptionnelle » (1 500 mm de côté nominal).

## Implantation

### Distance latérale
Sauf contrainte de site, la distance entre l’aplomb de l’extrémité du panneau situé du côté de la chaussée et la rive voisine de cette extrémité ne doit pas être inférieure à 0,70 m.
En rase campagne, les panneaux sont placés en dehors de la zone située en bord de chaussée et traitée de telle façon que les usagers puissent y engager une manœuvre de redirection ou de freinage dite « zone de récupération », ou leur support au minimum à 2 m du bord voisin de la chaussée, à moins que des circonstances particulières s’y opposent (accotements étroits, présence d’une plantation, d’une piste cyclable, d’une voie ferrée, etc.).
En agglomération, les panneaux sont placés de manière à minimiser la gêne des piétons.
Le support d’un signal peut aussi être implanté sur une propriété riveraine ou ancré à une façade après accord du propriétaire ou par application si cela est possible en vertu du décret-loi du 30 octobre 1935 et du décret 57180 du 16 février 1957.

### Hauteur au-dessus du sol
En rase campagne, la hauteur réglementaire est fixée en principe à 1 m (si plusieurs panneaux sont placés sur le même support, cette hauteur est celle du panneau inférieur), hauteur assurant généralement la meilleure visibilité des panneaux frappés par les feux des véhicules. Elle peut être modifiée compte tenu des circonstances locales soit pour assurer une meilleure visibilité des panneaux, soit pour éviter qu'ils masquent la circulation .
En agglomération, lorsqu’il y a un éclairage public, les panneaux peuvent être placés à une hauteur allant jusqu’à 2,30 m pour tenir compte notamment des véhicules qui peuvent les masquer, ainsi que de la nécessité de ne gêner qu’au minimum la circulation des piétons.

### Position de la face
Le plan de face avant d'un panneau implanté sur accotement ou trottoir doit être légèrement incliné de 3 à 5° vers l’extérieur de la route afin d'éviter le phénomène de réflexion spéculaire qui peut, de nuit, rendre le panneau illisible pendant quelques secondes.

## Visibilité de nuit
Les panneaux et panonceaux de signalisation doivent être visibles et garder le même aspect de nuit comme de jour. Les signaux d’indication sont tous rétroréfléchissants ou éventuellement dans certaines conditions définies ci-dessous, éclairés.
Les revêtements rétroréfléchissants doivent avoir fait l’objet, soit d’une homologation, soit d’une autorisation d’emploi à titre expérimental. La rétroréflectorisation porte sur toute la surface des panneaux et panonceaux à l’exception des parties noires ou grises.